# Campo di concentramento di Oranienburg
Il campo di concentramento di Oranienburg (tedesco: Konzentrationslager Oranienburg) è stato un campo di concentramento tedesco, una delle prime strutture di detenzione istituite dai nazisti nello stato della Prussia quando raggiunsero il potere nel 1933. All'interno vi erano gli oppositori politici del nazismo tedesco provenienti dalla regione di Berlino, per lo più membri del Partito comunista tedesco e socialdemocratici, così come un certo numero di uomini omosessuali.
È stato fondato nel centro della città di Oranienburg sulla strada principale di Berlino, quando le SA occuparono una fabbrica dismessa (forse una fabbrica di birra). I prigionieri furono fatti marciare attraverso la città per compiere lavori forzati a nome del consiglio locale.
Il carcere è stato occupato delle SS nel luglio del 1934, quando le SA furono eliminate dal regime nazista. Fu chiuso e successivamente sostituito nell'area dal campo di concentramento di Sachsenhausen. Fino al momento della sua chiusura circa 3.000 detenuti furono ospiti del carcere e di questi 16 morirono.